# Суторо-Ын, Майя
Ма́йя Суто́ро-Ын (англ. Maya Kasandra Soetoro-Ng, род. 15 августа 1970, Джакарта) — индонезийско-американская исследовательница, единоутробная сестра Барака Обамы.

## Биография

### Ранние годы
Она родилась в католической больнице Святого Карла в Джакарте в семье американского антрополога Энн Данхэм и индонезийского бизнесмена Лоло Суторо. У её матери были швейцарские, немецкие, ирландские, шотландские, валлийские и английские корни. Её брат — 44-й президент США Барак Обама. Она говорит, что была названа в честь американской поэтессы Майи Энджелоу.
Майя Суторо и Обама провели вместе несколько лет в Индонезии и на Гавайях, прежде чем её мать решила вернуться с ней в Индонезию. Её родители развелись в 1980 году, а через некоторое время её отец снова женился, от этого брака у Майи есть единокровные брат и сестра: Юсуф (1981 г.р.) и Рахайю (1984 г.р.).
Пока Майя жила в Индонезии, мать учила её дома. С 1981 по 1984 год Майя посещала международную школу в Джакарте. Как и Обама, Майя вернулась на Гавайи и поступила в частную школу в Гонолулу, которую окончила в 1988 году.

### Карьера
Суторо-Ын является преподавателем в Институте мира и разрешения конфликтов Спарка М. Мацунаги, который находится в Колледже социальных наук Гавайского университета в Маноа, и консультантом Азиатско-тихоокеанской программы лидерства Фонда Обамы. Доктор Суторо-Ын читает курсы по следующим темам: «Образование за мир», «История движений за мир» и «Лидерство для социальных изменений». Она также курирует стажировки для студентов, специализирующихся в области исследований мира, и координирует программы института по обучению сообщества и глобальные услуги. Вместе с партнёром Керри Уросевич она основала некоммерческую организацию Ceeds of Peace (ceedsofpeace.org), которая объединяет семьи, лидеров сообществ и педагогов в комплексном подходе к воспитанию и обучению лидеров миростроительства.

### Президентская кампания Обамы

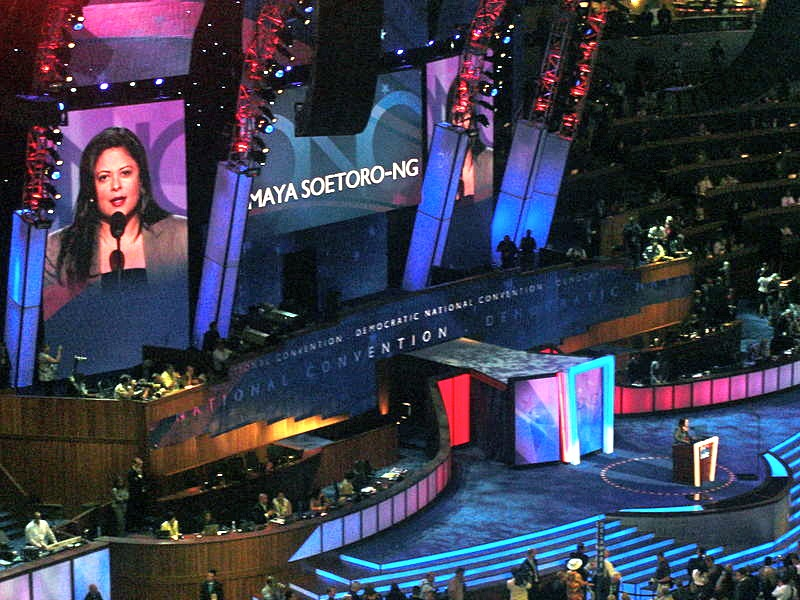
Суторо-Ын выступает на первом дне Национальной конференции демократов 2008 года в Денвере, штат Колорадо.

В мае 2007 года Суторо-Ын объявила, что будет помогать Обаме в его президентской кампании, и взяла двухмесячный отпуск для его предвыборной кампании. Она посетила Национальный съезд Демократической партии 2008 года, где кратко рассказала о взрослении со своим братом и привнесла на сцену присутствие американцев азиатского происхождения.
Суторо-Ын также кратко рассказала о достижениях администрации Обамы на Национальном съезде Демократической партии 2012 года в Шарлотте, Северная Каролина, разделив трибуну со старшим братом первой леди Мишель Обамы, бывшим тренером мужской баскетбольной команды Орегонского университета Крейгом Робинсоном.

### Личная жизнь
В 2003 году Майя вышла замуж за Конрада Ын, канадца китайского происхождения из Берлингтона. У них есть две дочери: Сухайла (2004 г.р.) и Савита (2008 г.р.).
Суторо-Ын назвала себя «философской буддисткой». Она свободно говорит на английском, испанском и индонезийском языках.